# Корні Свейнпул
Корні Свейнпул (англ. Corney Swanepoel, 17 березня 1986) — новозеландський плавець.
Учасник Олімпійських Ігор 2004, 2008 років.